# 批林整风
批林整风是“文革”的一个阶段，起自九一三事件之后，其间有组织和人员整肃，也有政治方针的变向。其过程大致贯穿1972和1973年。
这场运动既不同于其前的批陈整风运动，亦大有别于其后的批林批孔运动。迄今之中国官方史记中对“文革”此一阶段的总结叙述皆暗示：毛泽东发动的“无产阶级文化大革命”在九一三事件后开始陷入泥途，毛对大局控制力的败落及其本人威信的丧失亦自此而首开其端。

## 政治局势

### 清洗“林彪死党”
对“林彪一伙”的揭发批判，直接后果是追究林彪任用过的军中干部，除了黄永胜、吴法宪、李作鹏、邱会作这几员要将（甚至还曾追究到1965年即已去世的刘亚楼，有所谓“死死党”之称），对其下各级也一时追讨无已，不免造成一些冤案，有些拖了很久，到“文革”之后才得澄清；有些则冤沉海底，至死不宥。

### 批判“571工程纪要”
林彪之子林立果曾与在同空军任职的一些部下议论毛泽东的恶行，并拟出一份文件，题为“571工程纪要”。林彪一家死于“九一三”后，经毛批准，在批林整风中将此文件作为批判材料公布下发，欲求激起民愤，令其更加热爱拥护伟大领袖，结果却远出乎毛之所料，民众从这个材料中看到了历来无从得知的中共高层内斗的信息，感到大开眼界。

### 批判极左思潮
周恩来等对中央文革小组的抵制至此已历时五载，此时希望能借“文革”砥柱林彪丧命出局之机扭转局势，遂提出反对“极左思潮”以至“极左路线”。周曾对《人民日报》指示，对极左思潮在各条战线上的表现要“批透”云云，正气雄辩，颇得民心。

### 老干部复出
中央文革小组借群众运动名义而打倒了众多领导干部。周恩来等对此不敢明确提出为其翻案，但此时乘势呼吁要“解放老干部”，使他们有机会站到群众和“毛主席革命路线”的一边，重新“为党工作”。对于周要恢复政府工作秩序的目的来说，解放任用老干部是得到好用的人力资源之最直接途径。1972年，中共中央提出了解放使用老干部的任务。以4月22日人民日报发表经周恩来审查批准的社论《惩前毖后，治病救人》为启动标志，至8月，中组部成立专门机构--落实干部政策小组（亦称审干小组），在部主要负责人具体领导下承办这项任务。首先是重新审查，要求重调查研究，做到实事求是。后陆续明确：犯“走资派”错误属于好人犯错误（但未下达正式的中央文件）。“十大”前，据称完成了对各单位按规定范围报到中组部的干部审查报告的审核研究（到1972年底共上报了84人云）。解放使用老干部按结束审查、恢复党组织生活、原工资照发、分配工作的四条原则办（见高奇《“文化大革命”后期落实干部政策回顾》及王叔华《“文革”后期解放老干部始末》等文）。所谓解放使用，1972年一年下来的状况，是老干部们保住了青山，生活上给了出路，政治上不清不楚，多仍处于戴罪之境。而到了1972年12月，毛泽东从那一年极左派被批判声讨的被动中开始反攻，蛮横无理地清算人民日报的“错误”，指示宣传对林彪集团的定性为“形左实右”，即不许再提“反左”；一向不敢明反“文革”的周恩来在重又张牙舞爪的中央文革面前再度隐忍退缩（见王若水《周恩来纠 “左”斗争的失败》一文对1972年12月19日周恩来和江青、张春桥、姚文元在人民大会堂召见人民日报负责人谈话的记述）。“解放”、“任用”，终究未还多数干部一个清白。此役影响甚大，直接关系到毛发动“文革”的是非成败之公论。

### “林彪反动路线的实质是极右”？
中央文革小组原与“林彪一伙”同属毛泽东发动“文革”所倚重之力量。自林彪灰飞烟灭，极左遭到清算，中央文革小组一伙遂感物伤其类，陷入颓势。张春桥和江青四处寻机反扑，在中共此时的批林方针上造成了混乱局面，而他们终需毛泽东表态支持。1972年12曰，《人民日报》的王若水冒险上书毛泽东，要求中央澄清批林的方向。信中表示不同意《文汇报》说的林彪推行的是右倾机会主义，而认为林彪煽动无政府主义是从“左”的方面来反对党的领导。毛对王若水的信迅速做出反应，召集周恩来、张春桥和江青训话，“开门见山地点出‘批极左，还是反右’的问题，明确表示：极左思潮少批一点吧。王若水那封信我看不对。并断言林彪路线的实质‘是极右。修正主义，分裂，阴谋诡计，叛党叛国’。”:391-392页（按：此即一年多之后暗中批周的批林批孔运动之先声。）

## 民间思想
中共路线不清，宣传方针混乱，自然导致批林一事无法贯彻进行。官史记载，“一些地方反映，干部群众中的主要思想障碍是不好批，不敢批，‘怕批错了，批了正确的思想不好办’，希望等待上级表态。”这些反映尚属下面敢于在会上说出来的话，对于上面已经不啻公开质疑和挑战。其实，群众私下言论远比这种反映更甚，对毛和“文革”派的不满和嘲弄之声已呼之欲出。对无数或多或少有些思想的年轻人来说，林彪事件、“571工程纪要”、批极左还是极右的纠缠，1972年所发生这种种都使他们大开眼界，成为刺激他们解放思想的契机。此时“文革”虽仍待破产和收场，民间思想却已经开始转向未来的改革。